# Xử lý ảnh
Xử lý ảnh (tiếng Anh: digital image processing) hay xử lý ảnh kỹ thuật số là sự sử dụng máy tính số để xử lý các ảnh kỹ thuật số thông qua một thuật toán. Là một phân ngành tổng thể của xử lý tín hiệu số, xử lý ảnh kỹ thuật số có nhiều lợi thế hơn so với xử lý ảnh analog. Nó cho phép áp dụng nhiều thuật toán hơn cho dữ liệu đầu vào và có thể tránh được các vấn đề như sự tích tụ nhiễu và méo hình trong quá trình xử lý. Vì ảnh được định nghĩa trên hai chiều (hoặc nhiều hơn), xử lý ảnh kỹ thuật số có thể được mô hình hóa dưới dạng hệ thống đa chiều. Sự phát triển của xử lý ảnh kỹ thuật số chủ yếu bị ảnh hưởng bởi ba yếu tố: đầu tiên là sự phát triển của máy tính; thứ hai là sự phát triển của toán học (đặc biệt là sáng tạo và cải tiến lý thuyết toán rời rạc); thứ ba là nhu cầu ứng dụng rộng rãi trong môi trường, nông nghiệp, quân sự, công nghiệp và khoa học y tế ngày càng tăng.